# Bruno Mazza
Bruno Mazza (3. červen 1924, Crema, Italské království – 25. červenec 2012, Milán, Itálie) byl italský fotbalový záložník.
V nejvyšší lize hrál poprvé v roce 1948 v dresu Janova. Po jedné sezoně odešel do Lucchese. Do Interu přišel v roce 1952 z Legnana. Za Nerazzurri odehrál tři skvělé sezony. Získal s ní dva tituly v lize (1952/53, 1953/54). Sezonu 1955/56 již hrál za Fiorentinu, kde získal svůj třetí titul. Jenže za fialky moc nehrál a tak po úspěšné sezoně odešel do Bari, kde v roce 1957 ukončil kariéru. V roce 1961 se ještě vrátil k hraní za mateřský klub Crema, kde zastával funkci hráč-trenér.
Za reprezentaci odehrál jedno utkání.

## Hráčská statistika
| Sezóna  | Klub       | Liga    | Liga   | Liga | Ligové poháry | Ligové poháry | Ligové poháry | Kontinentální poháry | Kontinentální poháry | Kontinentální poháry | Celkem | Celkem |
| Sezóna  | Klub       | Soutěž  | Zápasy | Góly | Soutěž        | Zápasy        | Góly          | Soutěž               | Zápasy               | Góly                 | Zápasy | Góly   |
| ------- | ---------- | ------- | ------ | ---- | ------------- | ------------- | ------------- | -------------------- | -------------------- | -------------------- | ------ | ------ |
| 1942/43 | Cremonese  | Serie B | 8      | 3    | -             | 0             | 0             | -                    | 0                    | 0                    | 8      | 3      |
| 1946/47 | Crema      | Serie B | 42     | 24   | -             | 0             | 0             | -                    | 0                    | 0                    | 42     | 24     |
| 1947/48 | Crema      | Serie B | 36     | 17   | -             | 0             | 0             | -                    | 0                    | 0                    | 36     | 17     |
| 1948/49 | Janov      | Serie A | 21     | 4    | -             | 0             | 0             | -                    | 0                    | 0                    | 21     | 4      |
| 1949/50 | Lucchese   | Serie A | 28     | 9    | -             | 0             | 0             | -                    | 0                    | 0                    | 28     | 9      |
| 1950/51 | Lucchese   | Serie A | 38     | 11   | -             | 0             | 0             | -                    | 0                    | 0                    | 38     | 11     |
| 1951/52 | Legnano    | Serie A | 32     | 2    | -             | 0             | 0             | -                    | 0                    | 0                    | 32     | 2      |
| 1952/53 | Inter      | Serie A | 32     | 4    | -             | 0             | 0             | -                    | 0                    | 0                    | 32     | 4      |
| 1953/54 | Inter      | Serie A | 27     | 3    | -             | 0             | 0             | -                    | 0                    | 0                    | 27     | 3      |
| 1954/55 | Inter      | Serie A | 24     | 0    | -             | 0             | 0             | -                    | 0                    | 0                    | 24     | 0      |
| 1955/56 | Fiorentina | Serie A | 4      | 0    | -             | 0             | 0             | -                    | 0                    | 0                    | 4      | 0      |
| 1956/57 | Bari       | Serie B | 24     | 0    | -             | 0             | 0             | -                    | 0                    | 0                    | 24     | 0      |
| Celkově | Celkově    | Celkově | 315    | 76   | -             | 0             | 0             | -                    | 0                    | 0                    | 315    | 76     |

## Hráčské úspěchy

### Klubové
- 3× vítěz italské ligy (1952/53, 1953/54, 1955/56)

### Reprezentační
- 1× na MP (1948–1953)